# Globimetula
Globimetula é um género botânico pertencente à família Loranthaceae.